# 渡辺清 (政治家)

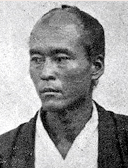
渡辺清

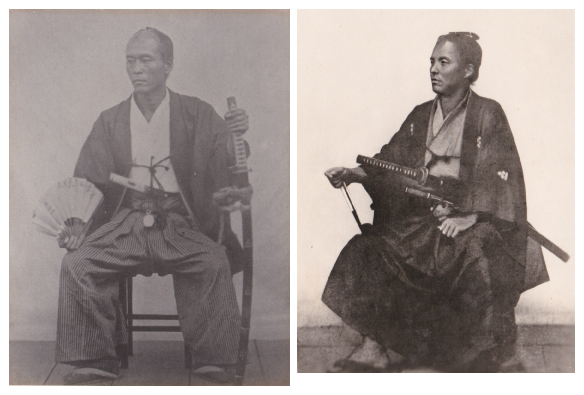
渡辺清

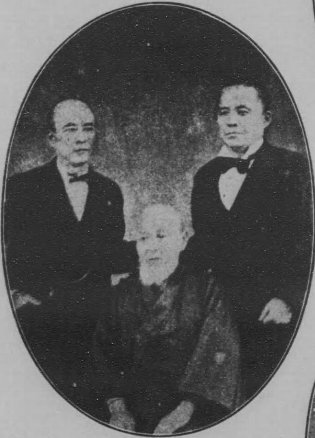
渡辺清（左）と昇（右）

渡辺 清（わたなべ きよし、天保6年3月15日（1835年4月12日） - 明治37年（1904年）12月30日）は、江戸時代末期の大村藩士、明治時代の官僚、政治家。元は諱を武勝、通称を清左衛門と名乗った。号は東山。
福岡県令、元老院議官、貴族院議員、福島県知事を歴任した。また華族に列し、男爵に叙された。

## 経歴
肥前国大村に大村藩士・渡辺巌の長男として生まれる。早くから尊王倒幕を提唱。慶応3年には藩内の佐幕派の粛清を藩主に進めるなど弟の渡辺昇とともに明治維新の志士として活動した。
鳥羽・伏見の戦いの直前、大津から京都に侵攻する旧幕府軍を阻止するために大村藩兵50名を率いて大津に入るが、他藩は出兵を躊躇したために孤立してしまう。しかし、渡辺ら大村藩兵を大軍と誤認した旧幕府軍が大津への進撃を断念したため、京都を挟み撃ちにする旧幕府軍の戦略は挫折し、その事を知った新政府から大村藩は戦後に厚遇を受けることになった。
江戸城総攻撃予定日の前日に、英国公使ハリー・パークスと会見し、パークスが江戸攻撃には反対である旨を西郷隆盛に伝えた（江戸開城）。
戊辰戦争では、東征軍監、奥羽追討総督参謀として従軍し、磐城の戦いなどに参戦。その功により明治2年（1869年）6月2日に賞典禄450石を受けた。続いて6月10日には三陸と磐城地域の巡察使付属を兼ねた。同年中に巡察使が按察使に変更され、さらに按察使府が設けられると渡辺は三陸両羽磐城でも按察使府の判官となった。
明治維新後は政府に出仕。徴士民部官権判事、同権大丞、民部大丞、厳原県権知事、大蔵大丞などを歴任。明治7年（1874年）9月、福岡県令となり、同14年（1881年）7月まで務め、退任後に元老院議官に就任。
明治20年（1887年）5月24日、戊辰戦争の功により男爵を叙爵した。明治23年（1890年）7月10日、貴族院男爵議員に選出され死去するまで在任した。同年10月20日、錦鶏間祗候に任じられた。
明治24年（1891年）6月、福島県知事に就任し、同25年（1892年）8月に退任した。
その他、高等法院予備裁判官などを務めた。

## 栄典
位階
- 1886年（明治19年）10月20日 - 従三位[10]
- 1896年（明治29年）6月20日 - 正三位[11]

勲章等
- 1882年（明治15年）2月10日 - 勲四等旭日小綬章[12]
- 1887年（明治20年）11月25日 - 勲二等旭日重光章[13]
- 1889年（明治22年）11月25日 - 大日本帝国憲法発布記念章[14]

## 親族
- 父・渡辺巌は大村藩士。清の実母である妻のトミが清出産時に亡くなったため、大村藩士松田宣徳の妹・サン（1876年没）を後妻に迎えた。[15]
- 前妻のゲン（1881年没）は松田宣徳の次女。清とはいとこ。
- 後妻の千施子（1854-1925）は福岡県士族・10代目母里太兵衛友諒の長女で、清が福岡県令時代に処刑された福岡の変の加藤堅武（加藤司書の子）の未亡人[16][17]。千施子の兄弟である母里良度（太兵衛の長男）も福岡の変に参加し戦死、のちに清の甥が母里家の養子に入った[18]。堅武没後、清が千施子と遺児の娘2人を引き取り、前妻のゲンの死後再婚した[19]。
- 長女 石井筆子（ゲンとの娘、滝乃川学園長）
- 二女の文子（1872年生）は1892年に海軍少将関重忠の妻となり、子に関重広がいる。[20]
- 養嫡子 渡辺汀（海軍大佐・滝乃川学園長）
- 異母弟 渡辺昇（巌とサンの子。大阪府知事・会計検査院長・貴族院議員・子爵）子に渡辺七郎、渡辺八郎（宮内省）。
- 明治に入り、大阪にいた本家系に渡浦（大阪湾を渡辺の浦という）と命名日本に一人しかいない[要出典]